# Gestippelde mosdierslak
De gestippelde mosdierslak (Thecacera pennigera) is een slakkensoort uit de familie van de Mosdierslakken (Polyceridae). De wetenschappelijke naam van de soort werd in 1815, als Doris pennigera, voor het eerst geldig gepubliceerd door George Montagu.

## Beschrijving
De gestippelde mosdierslak is een kleurrijke zeenaaktslak met een korte, brede kop met twee zijflappen en twee omhulde reukorganen die rinoforen worden genoemd. Het lichaam is wigvormig, breed aan de voorkant en eindigend in een slanke voet met aan weerszijden een laterale kiel. Halverwege het lichaam bevinden zich twee lange, dunne, vingervormige uitsteeksels met witte punten. Deze zijn knotsvormig en glandulair en hebben een verdedigende functie. Net boven en voor deze uitsteeksels ligt de kieuwkrans met geveerde kieuwen. De algemene kleur van het lichaam is doorschijnend wit en de bovenzijde is bedekt met oranje vlekken en kleine zwarte vlekken. De volwassen lengte is gewoonlijk tussen de 15 en 30 millimeter.

## Verspreiding
De gestippelde mosdierslak werd voor het eerst beschreven in Engeland, maar is een kosmopolitische soort, bekend van locaties over de hele wereld. Het oorspronkelijke verspreidingsgebied is onbekend, maar er zijn exemplaren verzameld in de oostelijke Atlantische Oceaan (Schotland tot Zuid-Afrika), de westelijke Atlantische Oceaan (Massachusetts tot Florida en Brazilië), de Arabische Zee, de Middellandse Zee en de westelijke Stille Oceaan (Japan tot Australië en Nieuw-Zeeland). Exemplaren aan de oostkust van Noord-Amerika, in de oostelijke Middellandse Zee, Australië en Nieuw-Zeeland zijn waarschijnlijk introducties. Het voedt zich met Bugula-mosdiertjes en bewoont aangroeigemeenschappen in rotsachtige gebieden en havens. In Nederland uitsluitend te vinden op het struikvormige spiraalmosdiertje (Bugula plumosa) in de Oosterschelde en de monding van de Westerschelde.